# Constantin Moruzi (dragoman)
Constantin Al. Moruzi (n. 1786 – d. 1821) a fost mare dragoman (interpret) al Sublimei Porți în perioada februarie 1821 - aprilie 1821. Constantin a fost fiul lui Alexandru Moruzi, domn în Moldova, și nepotul lui Constantin Moruzi. A fost decapitat din ordinul sultanului și înlocuit cu Stavrache Aristarche.